# Dysdera crocolita
Dysdera crocolita är en spindelart som beskrevs av Simon 1910. Dysdera crocolita ingår i släktet Dysdera och familjen ringögonspindlar.
Artens utbredningsområde är Algeriet. Inga underarter finns listade i Catalogue of Life.